# Donat Fer
Donat Fer (né le 30 janvier 1836 à Aubonne et décédé le 16 avril 1912 à La Chaux-de-Fonds, réformé, originaire de Chéserex et Corsier-sur-Vevey) était un homme politique membre du Parti radical-démocratique et horloger suisse.

## Biographie
Donat Fer, fils de Philippe Charles Louis Fer, possédait une manufacture horlogère à La Chaux-de-Fonds. Par ailleurs, il a été président du conseil d' administration du Bureau de contrôle des ouvrages d'or et d'argent de La Chaux-de-Fonds. Il était marié à Fanny née Veuve. Il est décédé le 16 avril 1912 à l'âge de 76 ans à La Chaux-de-Fonds.
Fer, membre du Parti radical-radical, est élu au conseil municipal (exécutif) de La Chaux-de-Fonds au début de sa carrière politique en 1878 et y reste jusqu'en 1889. Il a ensuite appartenu au Conseil général (législatif) de 1892 à 1895. Parallèlement, il siège au niveau cantonal de 1881 à 1888 et de 1893 à 1895 au Grand Conseil du canton de Neuchâtel. Après les élections fédérales de 1893, il est également membre du Conseil national au niveau fédéral.
Après que Donat Fer a été accusé de détournement de fonds en mai 1895, il a dû démissionner de toutes ses fonctions politiques.